# Federación Juvenil Comunista (Argentina)
La Federación Juvenil Comunista de la Argentina (FJC) o La Fede como es conocida popularmente, es la organización juvenil del Partido Comunista de la Argentina. Fue fundada el 12 de abril de 1921 con la finalidad de impulsar las políticas del Partido entre las masas juveniles argentinas. La Fede se define como una organización política juvenil y revolucionaria, actualmente forma parte de la Federación Mundial de la Juventud Democrática. La Federación Juvenil Comunista es una de las organizaciones políticas juveniles más influyentes en la historia de la Argentina.

## Historia

### Antecedentes
En el marco de la Primera Guerra Mundial se explicita un debate al interior del entonces Partido Socialista argentino el cual gira en torno a dos posiciones: la de quienes tomaron partido por determinados sectores de la burguesía internacional y la de quienes propugnaban la de luchar en contra de la guerra, pues los únicos realmente afectados eran los trabajadores. Así como en Argentina se dio un debate en torno al papel que la izquierda debía tomar respecto de la guerra, varios partidos a nivel internacional desarrollaron la misma discusión, enarbolando posturas críticas sobre la dirigencia de la Segunda Internacional, desembocando, finalmente, en la conformación de la Tercera Internacional. Como producto de estas diferencias ideológicas nace el Partido Socialista Internacional, germen del futuro Partido Comunista de la Argentina y posteriormente La Federación Juvenil Comunista de la Argentina.[cita requerida]

### Fundación
El Comité Central del Partido Comunista definió, en 1921, la constitución de la Federación Juvenil Comunista llevándolo a cabo el 12 de abril del mismo año. La Federación Juvenil Comunista inició su trabajo político principalmente en los sectores obreros y estudiantiles. Ya entrada la década de 1930, la FJC profundiza su trabajo y accionar en las luchas antifascistas. Se sentían en América Latina los coletazos de la Segunda Guerra Mundial, pero en Argentina con mayor notoriedad, debido a que sus gobiernos fueron señalados de colaboracionistas con las políticas del Eje.[cita requerida]

## Comunicación
El primer periódico editado por la organización se llamó Juventud Comunista.
En la actualidad La Fede posee una revista llamada "Puño y letra". Además, cuenta con gran presencia en las redes sociales.

## Símbolos
El símbolo de la FJC está constituido por una estrella amarilla con las siglas de la organización inscritas en rojo, sobre una bandera argentina ondeando hacia la izquierda (desde la perspectiva del abanderado).[cita requerida]

## Imágenes

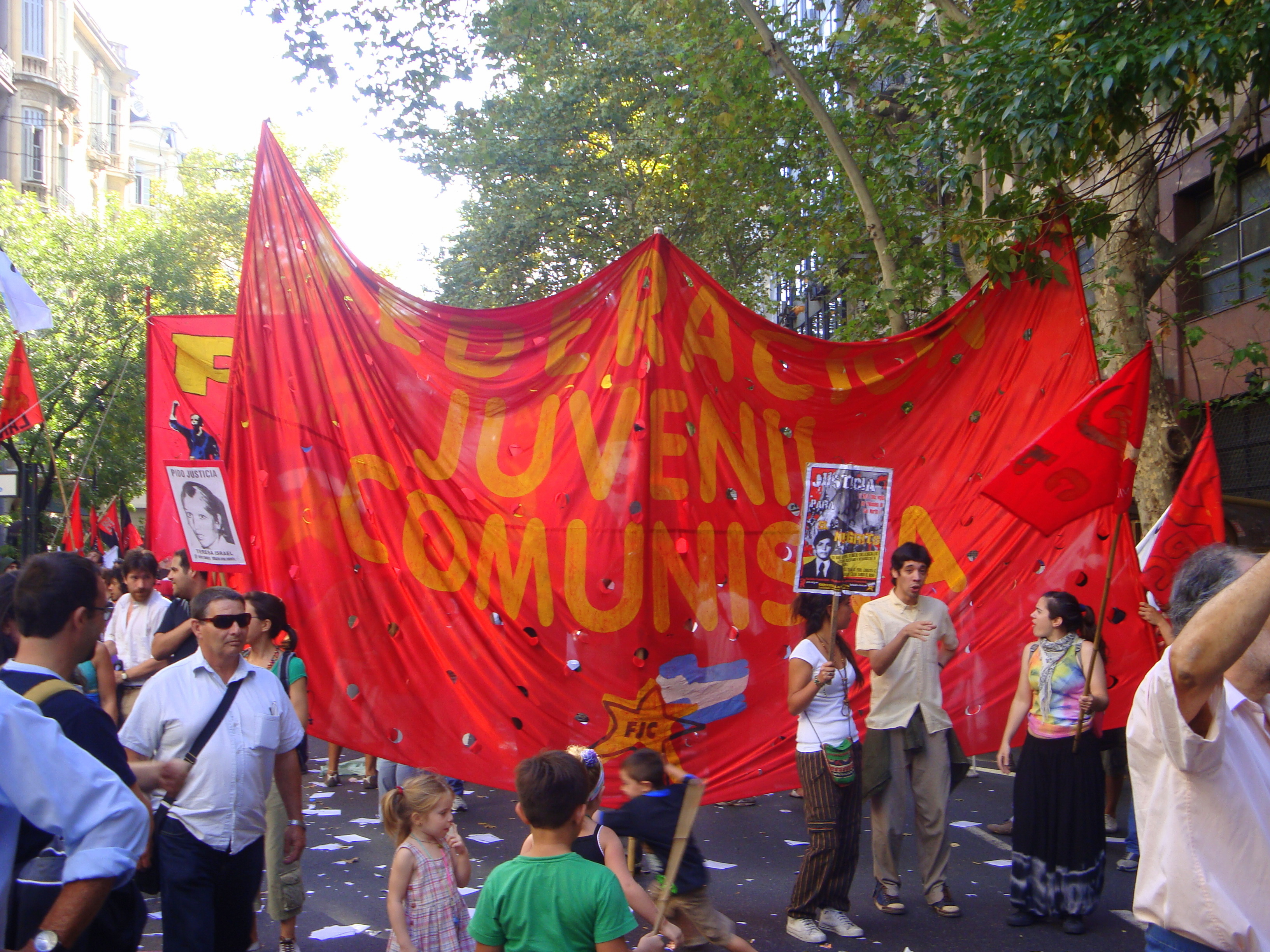

## Secretarios generales
| N.º | Secretario general   | Secretario general                 | Periodo                                    | Nota                                           |
| --- | -------------------- | ---------------------------------- | ------------------------------------------ | ---------------------------------------------- |
| 1   | Bandera de Rusia     | Luis Koiffmann                     | 12 de abril de 1921 - mayo de 1922         |                                                |
| 2   | Bandera de Argentina | Enrique Müller                     | mayo de 1922 - 1922                        |                                                |
| 3   | Bandera de Ucrania   | Antonio Cantor                     | 1922 - 1923                                |                                                |
| 4   | Bandera de Argentina | Orestes Tomás Ghioldi              | 1923 - 1924                                |                                                |
| 5   | Bandera de Argentina | Enrique Müller                     | 1924 - 26 de diciembre de 1925             |                                                |
| 6   | Bandera de Argentina | Orestes Tomás Ghioldi              | 26 de diciembre de 1925 - 1926             |                                                |
| 7   | Bandera de Argentina | Cayetano Bernabó                   | 1926 - 1928                                |                                                |
| 8   | Bandera de Argentina | Orestes Tomás Ghioldi              | 1928 - 1930                                |                                                |
| 9   | Bandera de Argentina | Luis Víctor Sommi                  | 1930 - 1932                                |                                                |
| 10  | Bandera de Ucrania   | Abraham Kandel                     | 1932 - 1933                                |                                                |
| 11  | Bandera de Argentina | Ernesto Sabato                     | 1933 - 1934                                |                                                |
| 12  | Bandera de Argentina | Adolfo Voronovitsky ("Tomás Ruiz") | 1934                                       | Pocos meses, se enfermó.                       |
| 13  | Bandera de Argentina | Jacobo Cosin                       | 1934 - 1936                                |                                                |
| 14  | Bandera de Argentina | Armando Cantoni                    | 1936 - 1937                                | 3 meses, se fue a España                       |
| 15  | Bandera de Argentina | Adolfo Medaglia                    | 1937                                       | Unos meses, se fue a España                    |
| 16  | Bandera de Argentina | Normando Iscaro                    | 1937                                       |                                                |
| 17  | Bandera de Argentina | Miguel Morales                     | 1937 - 1941                                |                                                |
| 18  | Bandera de Argentina | Armando Cantoni                    | 1941                                       | Pocos meses                                    |
| 19  | Bandera de Argentina | José Spagnolo                      | 1941 - julio de 1945                       |                                                |
| 20  | Bandera de Argentina | Orlando Oscar Spagnolo             | julio de 1945 - enero de 1946              |                                                |
| 21  | Bandera de Argentina | Jorge Calvo                        | enero de 1946 - 4 de agosto de 1950        |                                                |
| 22  | Bandera de Argentina | José Pedrolo                       | 4 de agosto de 1950 - 1952                 |                                                |
| 23  | Bandera de Argentina | Jorge Bergstein                    | 1952 - 1964                                |                                                |
| 24  | Bandera de Argentina | Héctor Santarén                    | 1964 - 1974                                |                                                |
| 25  | Bandera de Argentina | Jorge Pereyra                      | 1974 - 1980                                |                                                |
| -   | Bandera de Argentina | Rubens de Diago                    | -                                          | No alcanzó a asumir porque enfermó severamente |
| 26  | Bandera de Argentina | Patricio Echegaray                 | 1980 - 1985                                |                                                |
| 27  | Bandera de Argentina | Eduardo Sigal                      | 1985 - 1986                                |                                                |
| 28  | Bandera de Argentina | Alejandro Mosquera                 | 1986 - 1991                                |                                                |
| 29  | Bandera de Argentina | Mario Bianchi                      | 1991 - 2005                                |                                                |
| 30  | Bandera de Argentina | Alejandro Forni                    | 2005 - 28 de marzo de 2015                 |                                                |
| 31  | Bandera de Argentina | Germán Choves Armendariz           | 28 de marzo de 2015 - 22 de enero de 2017  |                                                |
| 32  | Bandera de Argentina | Ariel Elger                        | 22 de enero de 2017 - 8 de febrero de 2020 |                                                |
| 33  | Bandera de Argentina | Mauro Díaz Haddad                  | 8 de febrero de 2020 - en el cargo         |                                                |